# 総武鉄道デキ1形電気機関車
総武鉄道デキ1形電気機関車（そうぶてつどうでき1がたでんききかんしゃ）は、現在の東武野田線の前身である総武鉄道 (2代)（製造当時は北総鉄道 (初代) ※現在の北総鉄道とは無関係）が新造した直流形電気機関車である。

## 概要
当時の北総鉄道が1929年（同年に総武鉄道に改称）の大宮 - 粕壁間及び清水公園 - 柏間の電化開業に備え、イギリスイングリッシュ・エレクトリックで1929年（昭和4年）に新造したもので、デキ1 - 3の3両が在籍した。所謂「デッカー形」の箱形車体で、柏寄りにパンタグラフが一基設置されていた。東武鉄道ED10形と姉妹機である。1944年（昭和19年）、東武合併後はED12形121 - 123に改番され、1955年（昭和30年）に再度改番となりED3000形3001 - 3003に改番された。ED10形に比べて出力が低いために本線系統に配属されず、一貫して野田線で貨物輸送に従事していたが、老朽化により、1972年（昭和47年）6月にED3002、ED3003が廃車となり、1974年（昭和49年）6月にED3001が廃車となった。なお、保存機、譲渡機は存在しない。